# Helnorsk Svartmetall
Helnorsk Svartmetall er det første opsamlingsalbum med materiale fra det norske black metal-band Taake. Det blev udgivet i august 2004 og indeholder ep'en Koldbrann I Jesu Marg samt demoen Manndaudsvinter og de to Thule-demoer Omfavnet av Svarte Vinger og Der Vinterstormene Raste. Albummet blev oprindeligt kun udgivet i 3000 eksemplarer (plus 500 eksemplarer i sort vinyl), men blev 22. august 2005 genudgivet af Dark Essence Records med fire bonusnumre og ny omslagsillustration.

## Spor
Alle sange er skrevet og komponeret af Ulvhedin Hoest
1. "Blant Soelv & Gull i Moerket" – 06:56
2. "Marerittet" – 01:31
3. "Trolldom" – 04:25
4. "Eismalsott" – 03:04
5. "Manndaudsvinter" – 03:14
6. "Tykjes Fele" – 02:15
7. "Trolldom" – 04:45
8. "Omfavnet av Svarte Vinger" – 05:45
9. "Et Skaldekvad i Hellig Blod" – 07:16
10. "Rasekrig" – 06:02

### Bonusspor på genudgivelsen fra 2005
1. "Tykjes Fele" – 02:14
2. "Marerittet" – 01:51
3. "Omfavnet av Svarte Vinger" – 06:01
4. "Trolldom" – 04:55